# Dorfkirche Berge (Gardelegen)

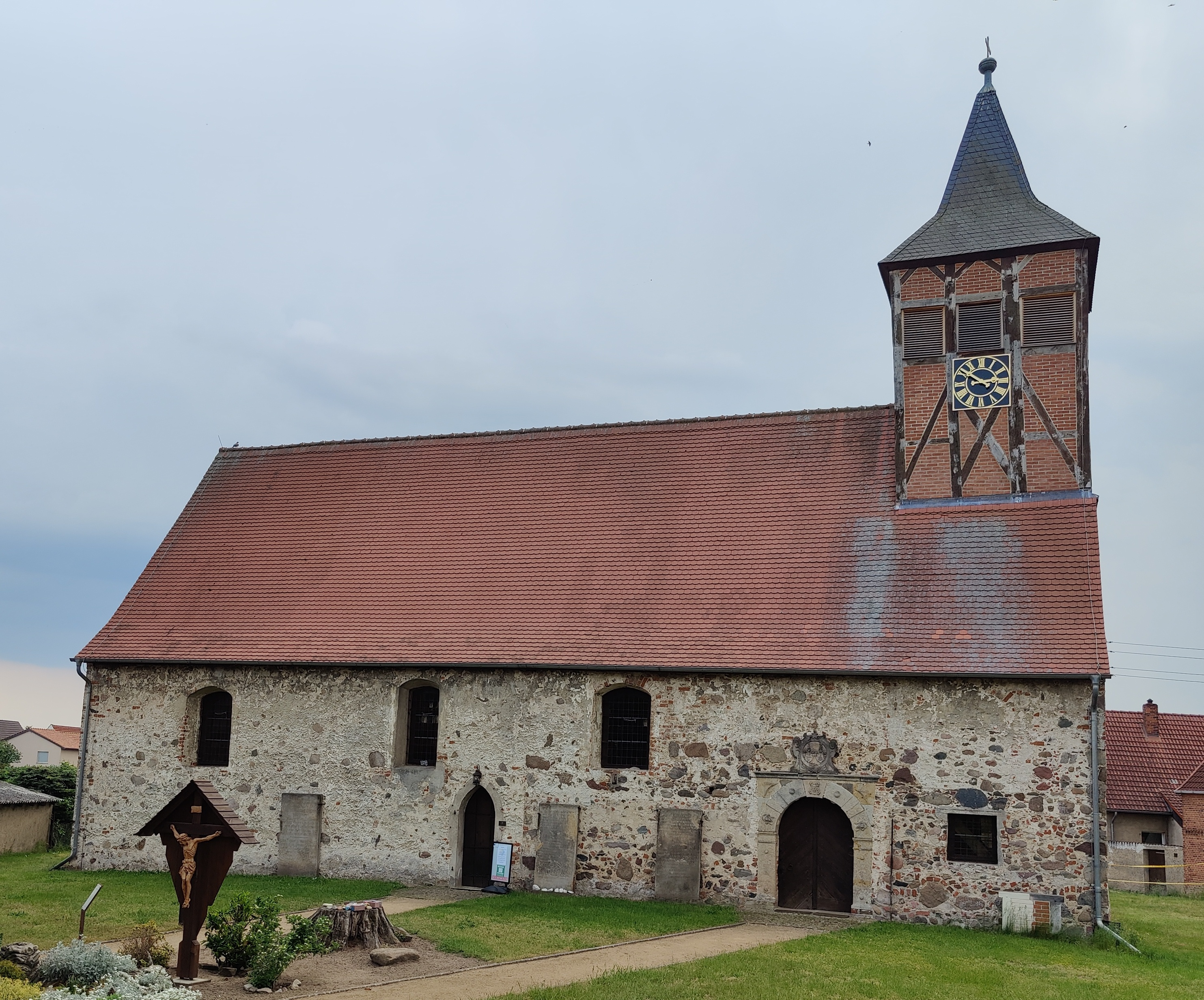
Dorfkirche Berge (Gardelegen)

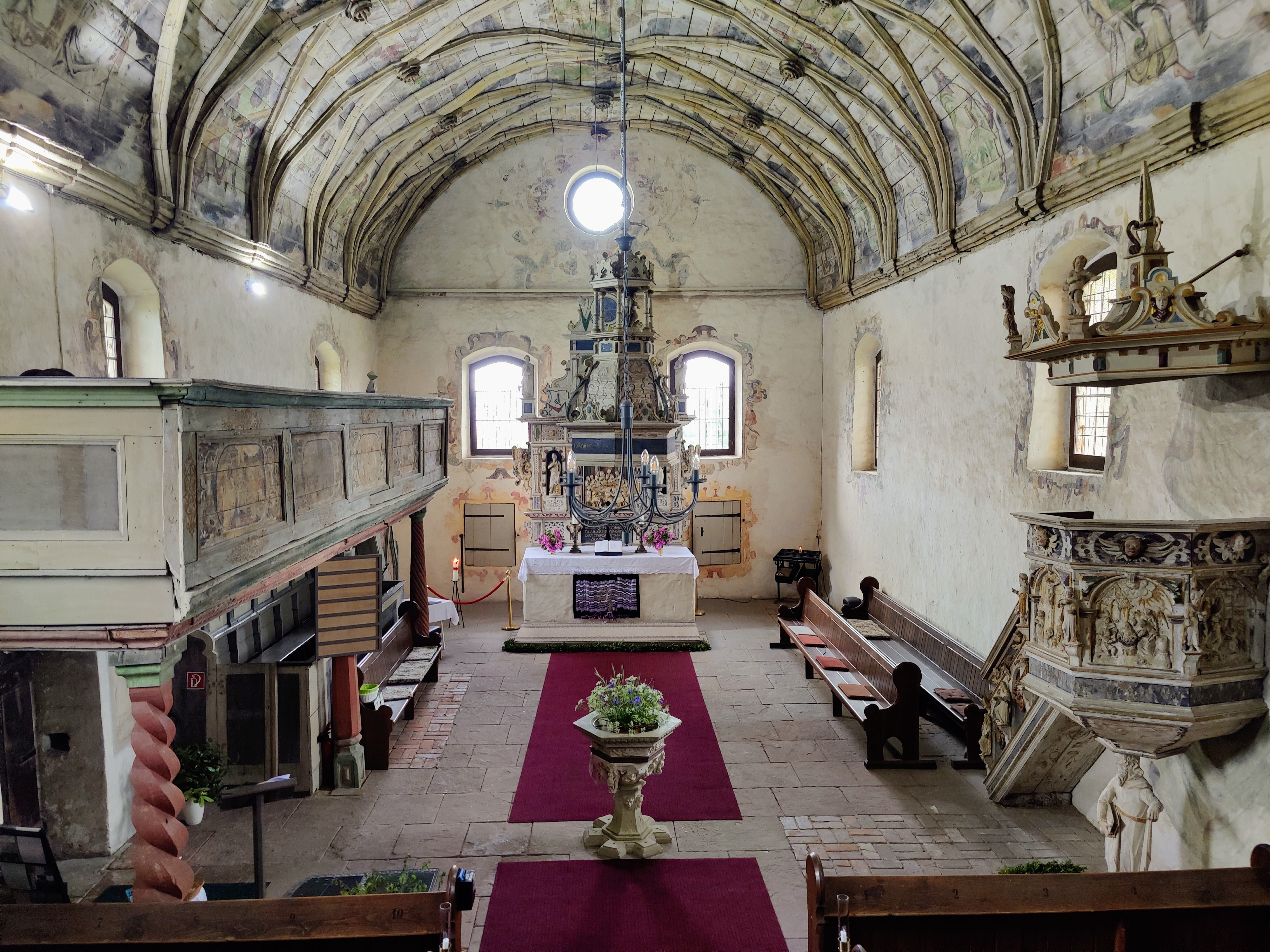
Innenansicht

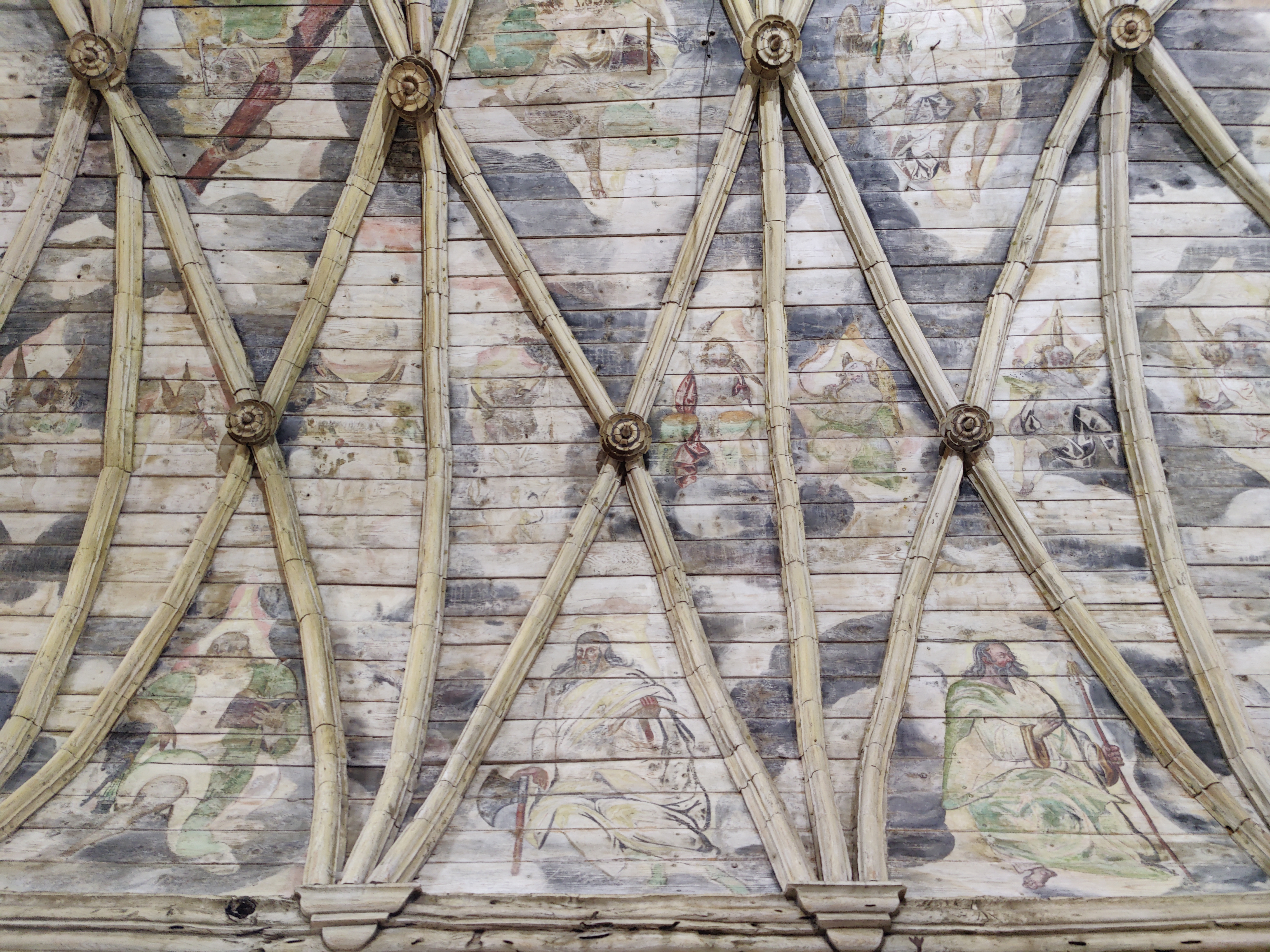
Deckenmalerei

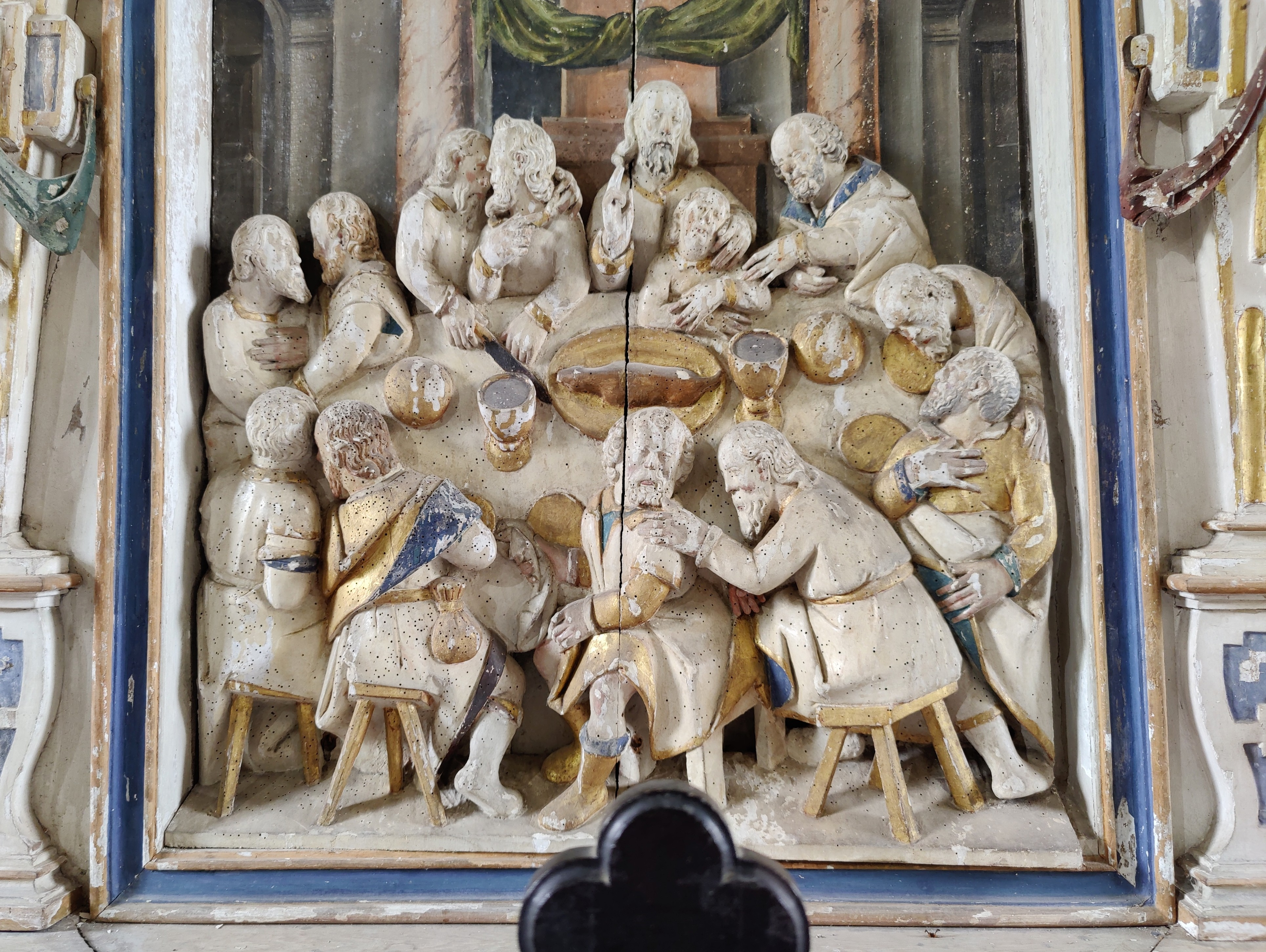
Altarrelief

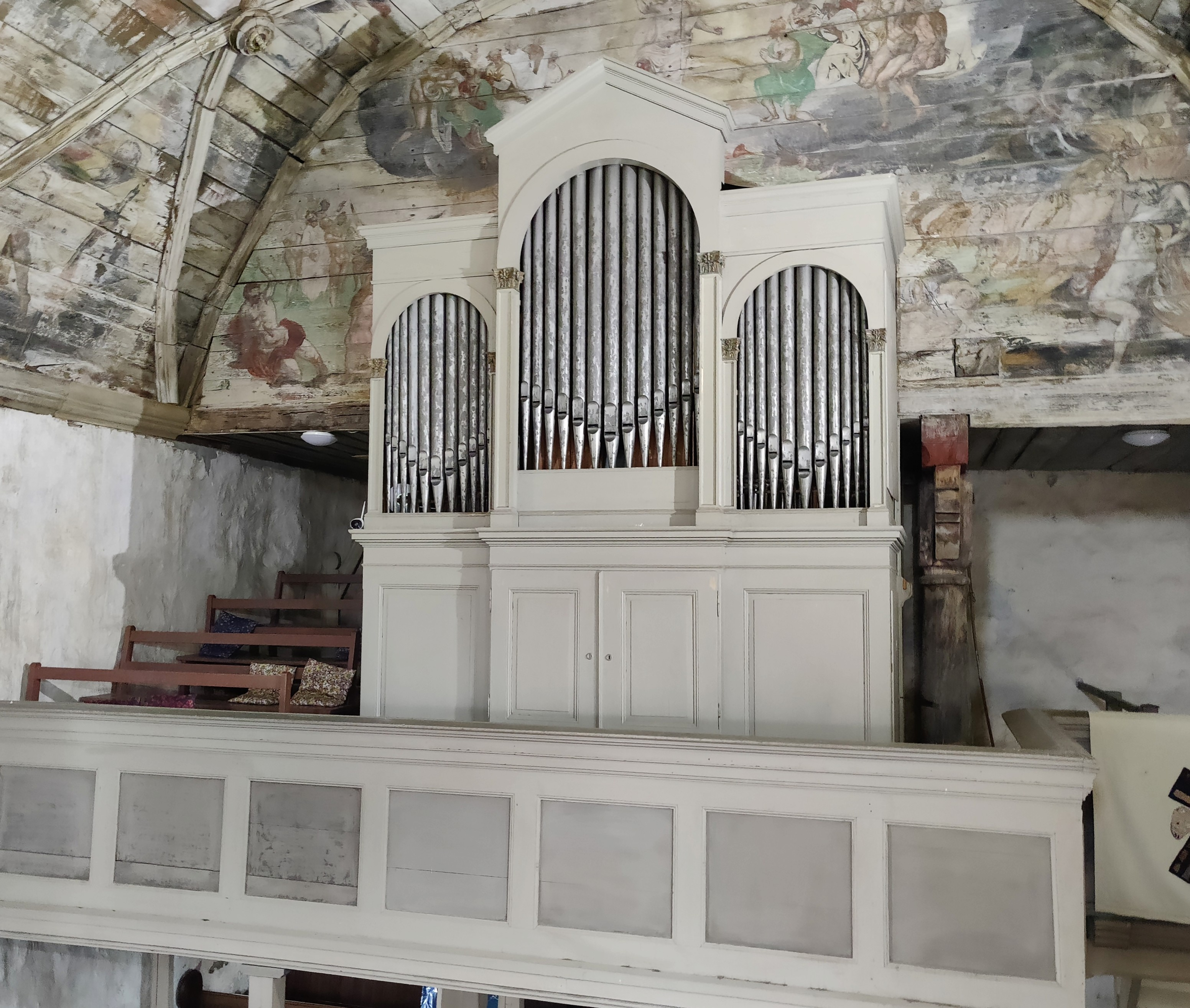
Orgel

Die evangelische Dorfkirche Berge ist eine reich ausgestattete, im Kern vermutlich spätgotische Saalkirche im Ortsteil Berge von Gardelegen im Altmarkkreis Salzwedel in Sachsen-Anhalt. Sie gehört zum Pfarrbereich Estedt im Kirchenkreis Salzwedel der Evangelischen Kirche in Mitteldeutschland und ist durch ihre für die Region ungewöhnlich reiche Ausgestaltung als „Sixtinische Kapelle der Altmark“ bekannt geworden.

## Geschichte und Architektur
Die Dorfkirche Berge ist eine langgestreckte rechteckige Saalkirche in Feldstein mit einem Fachwerkturm mit Backsteinausfachung über dem Westteil. Sie stammt in der Anlage vermutlich aus dem Spätmittelalter, das spitzbogige Nordportal lässt auf eine Entstehung gegen Ende des 15. Jahrhunderts schließen. Ein weiteres Nordportal ist als aufwändiges Hauptportal mit Beschlagwerkrahmung gebildet und trägt als Bekrönung ein Allianzwappen derer von Alvensleben und von Klinken mit dem Datum 1609.
Vermutlich gleichzeitig wurden die Fenster vergrößert und das Innere aufwändig ausgebaut, wobei der Raum mit reicher Decken- und Wandmalerei versehen wurde, die im Jahr 1964 freigelegt wurde. Ebenfalls gleichzeitig mit der Ausmalung entstand die einheitliche Ausstattung.
Der vermutlich ursprünglich flach gedeckte Innenraum ist mit einem hölzernen Tonnengewölbe mit unterlegten profilierten Rippen geschlossen, an deren Kreuzungspunkten hängende Pinienzapfen angebracht sind. Im aufgemalten Himmel sind zahlreiche musizierende Engelsputten, Engel mit den Leidenswerkzeugen im Scheitel des Gewölbes sowie Evangelisten und Apostel in der Übergangszone zur Nord- und Südwand dargestellt. Als Rahmung der Fenster ist Rollwerk aufgemalt, das am östlichen Rundfenster durch Grotesken bereichert ist.

## Ausstattung
Das Hauptstück der Ausstattung ist ein Altaraufsatz, der in einem reich ornamentierten architektonischen Aufbau als Mitteltafel ein Abendmahlsrelief vor einem gemalten Innenraum zeigt. Im Auszug ist die Kreuzigung dargestellt, beides wird flankiert von Evangelistenfiguren, deren untere in Nischen zwischen Pilastern stehen. Die Wangen sind als Grotesken gebildet, das reiche Roll- und Beschlagwerk ist zum Teil nur aufgemalt.
Die Kanzel wird von einer Mosesfigur getragen und ist mit heute sieben von ursprünglich acht Aposteln und dem Weltenrichter am sechseckigen Korb und am Aufgang versehen. In den Feldern des Korbes sind vier Reliefs angebracht, welche die Verkündigung an Maria, die Anbetung der Hirten, die Kreuzigung und die Auferstehung Christi darstellen. Am Aufgang finden sich Wappenreliefs von Sophia von Münchhausen, Hans von Alvensleben, Sophia von Klinken und Sophia von Saldern. Auf dem Schalldeckel sind Putten mit den Leidenswerkzeugen zwischen Maskarons dargestellt.
Die sechseckige Taufe aus Sandstein und Marmor zeigt am Schaft Beschlagwerk; an der Schale sind zwischen Grotesken die Taufe und die Beschneidung Jesu sowie die Evangelisten (teils beschädigt) dargestellt. Der Randfries ist mit Engelsköpfen versehen, der laternenförmige Deckel wird von der Taube des Heiligen Geistes bekrönt und ist mit der Jahreszahl 1610 versehen.
Ein Herrschaftsstand an der Nordseite wird von drei teils gedrehten Säulen getragen und zeigt in den Brüstungsfeldern Szenen aus dem Leben Christi in gemalter Rollwerkrahmung vom Ende des 17. Jahrhunderts. Darunter sind schlichte Pfarr- und Beichtstühle mit pilastergegliederter Rückwand  aufgestellt. Die Westempore stammt vom Anfang des 17. Jahrhunderts.
Zwei Kindergrabsteine sind mit Flachreliefs der Verstorbenen versehen und wurden für Ludolph von Alvensleben († 1597, mit Ahnenprobe) und Hans Clamer Moller († 1609) gesetzt.
An der nördlichen Außenwand sind mehrere Pfarrergrabsteine des 17. Jahrhunderts angebracht.

### Orgel
Die Orgel ist ein Werk des Stendaler Orgelbauers Robert Voigt aus dem Jahr 1885. Sie besitzt 12 Register auf zwei Manualen und Pedal auf mechanischer Kegellade. Sie ist weitgehend im Originalzustand erhalten. Eine Restaurierung fand 2020 durch Martin Lohdahl statt, dabei wurde auch ein Orgamat installiert. Die Disposition lautet:
| I Hauptwerk C–f3 |       |
| Bordun           | 16′   |
| Prinzipal        | 8′    |
| Hohlflöte        | 8′    |
| Octave           | 4′    |
| Gedact           | 4′    |
| Rauschquinte     | 2 ⁄3′ |

| II Oberwerk C–f3 |    |
| Liebl. Gedact    | 8′ |
| Gamba            | 8′ |
| Flûte harm.      | 4′ |

| Pedal C–     |     |
| Subbaß       | 16′ |
| Prinzipalbaß | 8′  |
| Gedactbaß    | 8′  |

- Koppeln:
- Calcanten-Glocke, Windablass